# Eperua leucantha
Espèce
Eperua leucantha est une espèce de plantes à fleurs de la famille des Fabaceae. C'est un arbre.

## Description
C'est un arbre.